# Albert Köhl
Julius Albert Köhl, ursprungligen Jules Albert Koehl, född 25 december 1879 i Strassburg, Elsass i Kejsardömet Tyskland, död 10 januari 1954 i Stockholm, var en fransk-svensk kock.

## Biografi
Köhl växte upp i centrala Strassburg. Han gjorde militärtjänstgöring vid kungliga bayerska infanteriregementet König i bayerska armén och arbetade sedan som kock i Bayern, Frankrike, Österrike och Italien.
Efter kocktjänst vid olika europeiska restauranger, inklusive Grand Hôtel i Stockholm 1906–1912, upprättade Köhl tillsammans med hovmästaren Julius Grönlund Strand Hotel inför de Olympiska sommarspelen 1912, där Köhl sedan var köksmästare till 1952.
Han blev svensk medborgare 1922 och dog 1954 samt begravdes på Norra begravningsplatsen.
Köhl gifte sig 1912 med Carolina Nordlander.